# Вукан (жупан Рашки)
Вукан (серб. Вукан; ум. ок. 1112) — великий жупан Рашки на рубеже XI—XII веков. По его имени род, правивший в Рашке в XII веке, называют Вукановичами.

## Биография
О Вукане сообщают два основных источника: «Алексиада» Анны Комнины и «Летопись попа Дуклянина» (называющая его Белканом).
Согласно «Летописи попа Дуклянина», дуклянский король Константин Бодин, отвоевав у византийцев Рашку, поставил в ней жупанами «двоих от своего двора»: Вукана и его брата Марко.
В 1093 году, по сообщению «Алексиады», Вукан во главе сербов разграбил приграничные византийские области в районе современного Косово. После того как император Алексей I Комнин с войском прибыл в Скопье, Вукан запросил мира. Он обещал не повторять нападений, однако когда греки ушли, вновь вступил в византийские владения. Император направил против сербов своего племянника Иоанна, дуку Диррахия. В результате ночного нападения на греческий лагерь сербы полностью разгромили противника, а Иоанн Комнин едва спасся бегством. Эта победа позволила Вукану, не встречая сопротивления, разорить земли вокруг Скопье. Тогда Алексей I лично повел большое войско в сербские земли. Вукану пришлось вновь просить мира. Взяв в заложники двадцать родственников Вукана, император согласился прекратить войну.
После смерти Константина Бодина (ок. 1100 г.) королём Дукли стал его единокровный брат Доброслав. Вукан поддержал другого претендента — Кочапара Браниславлевича. В решающем сражении Вукан и Кочапар разбили и пленили своего противника. Доброслав в оковах был отправлен в Рашку. Победители заняли Зету и разграбили побережье Далмации, после чего Вукан решил избавиться от своего союзника. Кочапар сбежал в Боснию, однако вскоре умер. К власти в Дукле пришел племянник Константина Бодина Владимир. Он взял в жены дочь Вукана, и их союз позволил прекратить междоусобицы.
Вукан был наиболее могущественным сербским правителем начала XII века. Об этом свидетельствует и то, что он вел напрямую переговоры с императором Алексеем Комнином. Анна Комнина также отдавала должное противнику своего отца:
Этот муж, властитель всей Далмации, был искусен как в речах, так и в делах.
Вукан умер около 1112 года. Неизвестно были ли у него сыновья. Жупаном Рашки стал его племянник Урош. Оставшийся без поддержки могущественного тестя король Владимир вскоре был отравлен вдовой Константина Бодина норманнкой Яквинтой, и дуклянским королём стал ее сын Георгий.